# 우랄 지역

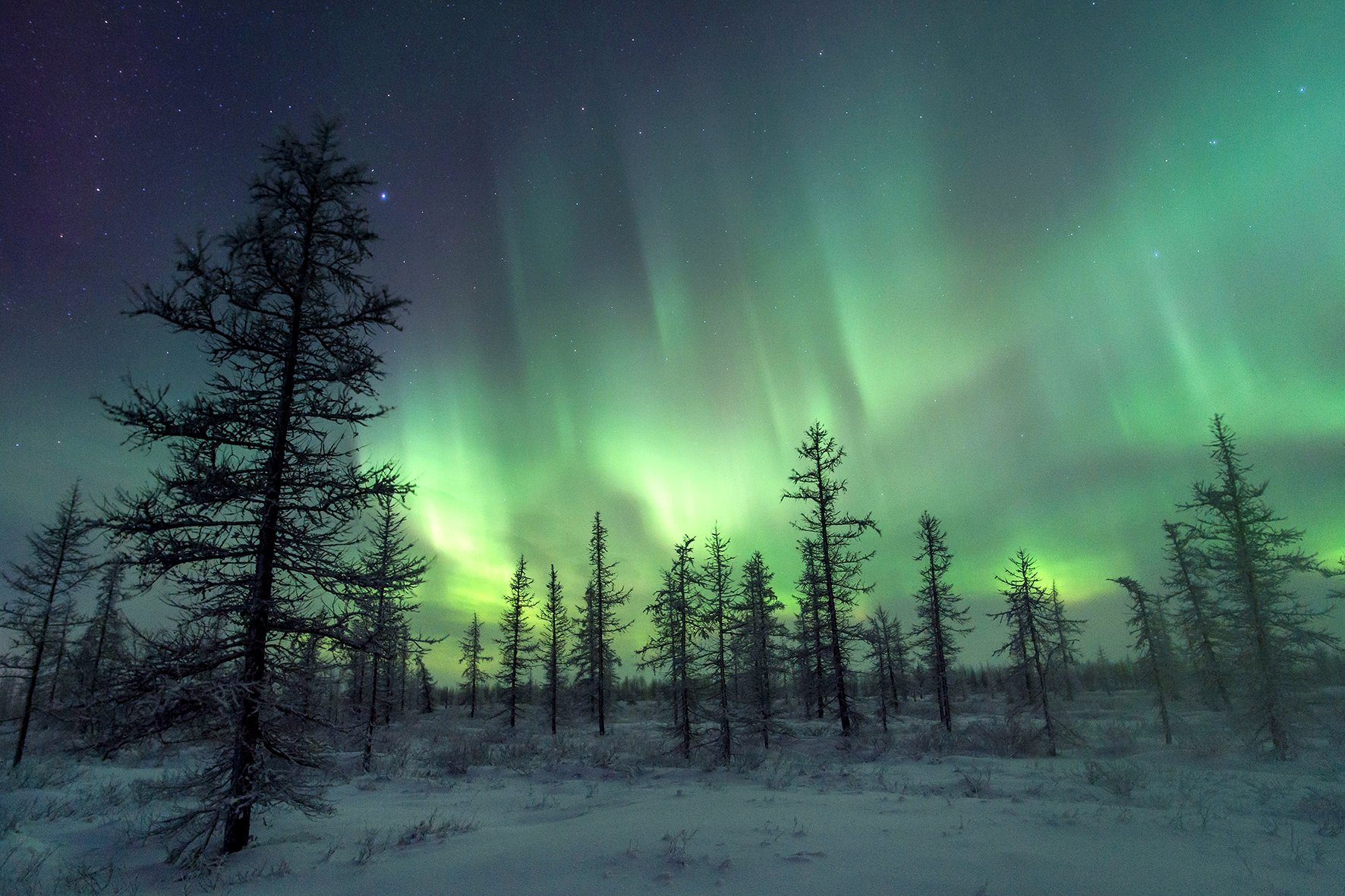
북부 우랄 지방의 오로라

우랄 지방(러시아어: Ура́л)은 우랄산맥에 위치해 있다.

## 유명한 원주민
세르게이 스베틀라코프-쇼맨, 텔레비전 발표자, 배우, 프로듀서, 시나리오 작가
알렉산드르 마슬랴코프-텔레비전 진행자, 텔레비전 프로듀서
세미온 알토프-유머 작가
알렉세이 발라바노프-영화 감독, 프로듀서, 시나리오 작가
유리 로자-가수, 작곡가
알렉산더 말리닌-가수
이고르 알투슈킨은 러시아 구리 회사의 기업가이자 설립자이자 이사회 의장이다. 박애주의자와 동일 인물.

## 우르 벨카, 우 라스 세인트 존스 워트, 피노-우랄에서 우간다와 집에서 같은 이름 구역
- 바시키르 공화국
- 첼랴빈스크 주
- 오렌부르크 주
- 페름 지방
- 스베르들롭스크 주

## 같이 보기
- 우랄어족